# 大凌河之役
大凌河之役发生在崇禎四年（1631年），祖大壽築大凌河城（今屬遼宁錦縣），意图加固关宁锦防线。
八月六日，皇太極率军五万携红衣大炮40余门，兵圍大凌河城，其总体战术为围城打援。孫元化急令孔有德救之，至吳橋發生兵變，有德倒戈回山東，登州城陷，史稱吳橋兵變；孫承宗派宋偉、吳襄二將率兵4萬相繼數次增援救援大壽，宋、吳兩將素不和，在長山坡遭遇潰敗，錦州告急。宋、吴二人第四次增援行動中，吳襄部率先逃遁，太僕寺卿監軍道張春率军于大凌河城外15里处与后金军交战。明军为遏制后金军骑兵快速推进，以配备大量火器的架火战车与之相抗，多次击退后金军进攻，并缓慢向后金军战线推进。后金军待明军进入红衣大炮射程后开炮轰击，炮火覆盖之处明军阵列无不糜烂。皇太极指挥后金军乘势冲杀，几经激战，明军大败，张春等三十三將被俘。大凌河城被围之三月中“军士饥甚，杀其修城夫役及商贾平民为食，析骸而炊。又执军士之羸弱者，杀而食之。”皇太极对城中明军多次劝降，加上城中已无物可食，十月二十八日，祖大壽糧盡而降，祖大寿副将何可綱不从，大寿执之，于后金诸将前杀之。何可纲不变色，不出言，含笑而死。城内饥人，争取其肉。后祖大寿编假奏报明廷曰：可纲慰阁部，献身为食。祖大壽骗皇太极其家眷皆在锦州，趁锦州明军不知其投降后金，可赴锦州里应外合打开城门助后金攻占锦州。皇太极应允之。祖大寿與從子祖澤遠率所屬兵350人奔赴錦州后，却即刻组织军队防御后金军进攻，自此前後守卫锦州城共约十年。